# Шаховской, Александр Александрович
Князь Алекса́ндр Алекса́ндрович Шаховско́й (24 апреля [5 мая] 1777, поместье Беззаботы, Смоленское наместничество — 22 января [3 февраля] 1846, Москва) — русский драматург и театральный деятель из рода Шаховских, который с 1802 по 1826 год служил в Петербургской дирекции императорских театров и фактически руководил театрами Петербурга.
За свою жизнь написал более ста произведений (комедии, водевили, дивертисменты, оперы и пр.). По словам А. А. Гозенпуда, «заслуга Шаховского состояла в том, что он сумел, снова сообщив русской комедии значительность проблематики, выдвинуть этот жанр на первое место». Пушкин писал о нём в «Евгении Онегине»:
 Там вывел колкий Шаховской

 Своих комедий шумный рой.

## Биография

### Происхождение
Князья Шаховские восходят к династии Рюриковичей. Ведут свой род от князей Ярославских, старшей ветви потомства Владимира Мономаха. Константин — сын князя Ярославского Глеба, по прозвищу Шах, является основателем фамилии князей Шаховских. А. А. Шаховской — один из членов третьей ветви старшей линии фамилии князей Шаховских. Среди предков драматурга не было особенно выдающихся деятелей.
Его родители — Александр Иванович Шаховской (камергер польского короля Станислава Августа) и Анастасия Федоровна Пассек. Отец по неизвестным причинам оставил придворную карьеру и прожил жизнь небогатым провинциальным помещиком. Мать была племянницей Петра Богдановича Пассека. Именно от неё, как свидетельствует сам Шаховской в своем письме П. М. Бакуниной, он «наследовал дар авторства». Именно она заронила в его душу искру «творческого огня» и лелеяла мечту видеть в своем сыне поэта.

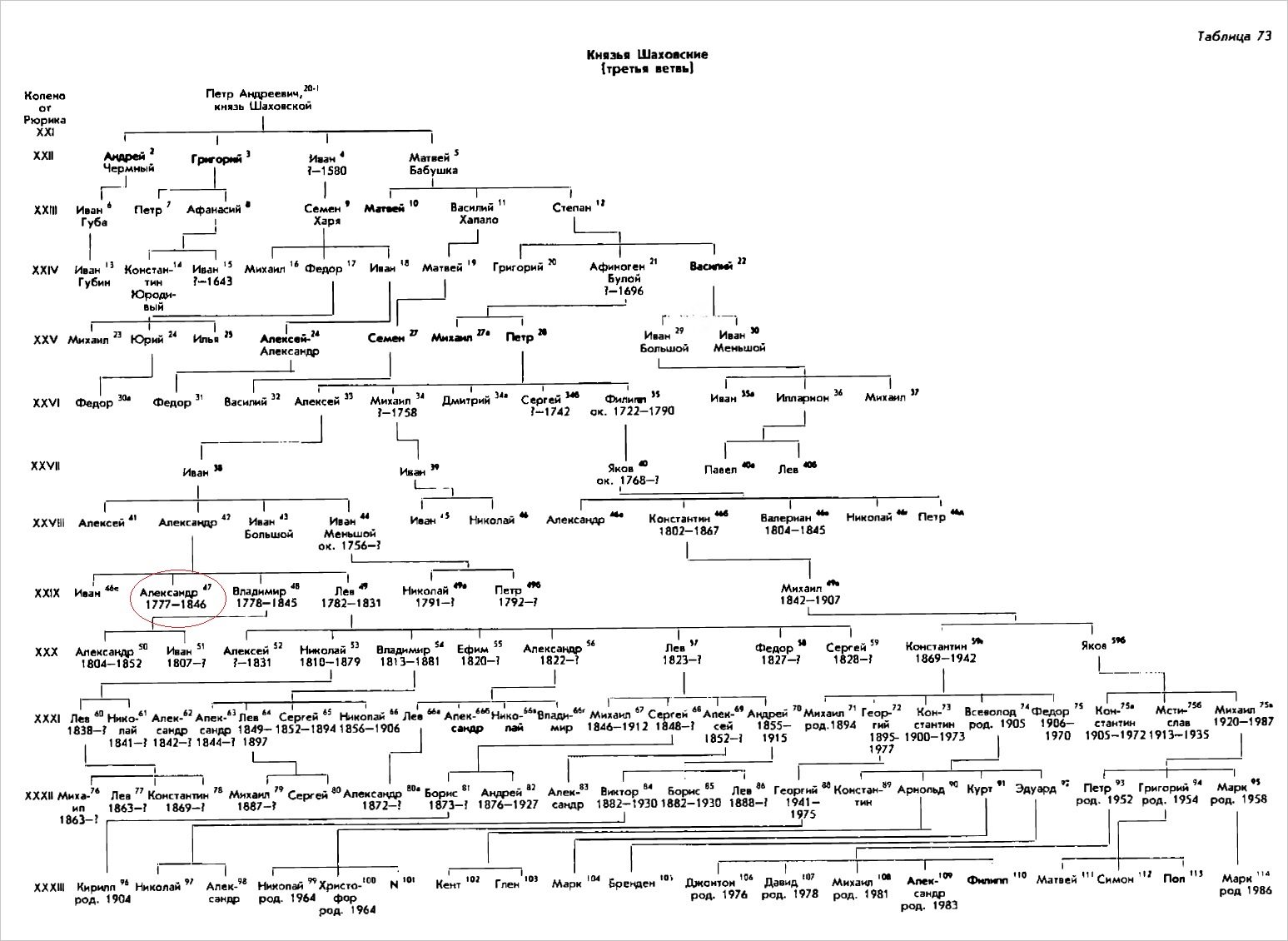
Князья Шаховские (третья ветвь)

### Детство
А. А. Шаховской родился в имении своего отца в селе Беззаботы (Ельницкий уезд, Смоленская губерния), где провел своё детство. Информации о том, как Шаховской провел своё детство, крайне мало. В автобиографическом письме Бакуниной он называет себя «сельским баричем» . Примерно в 1784 году Шаховской был привезен в Москву и отдан в Благородный Пансион, где пробыл около 8 лет и окончил полный курс. В 1786 году Шаховского записали сержантом в гвардию, в Преображенский полк, и после окончания пансиона, в возрасте 16 лет, Шаховской был отправлен в Петербург «пробивать себе дорогу». Сам Шаховской описывает этот период так:
 Шестнадцати лет

 Я в кружащийся свет

 Брошен горькой долей

 И, как челн, сам не свой,

 Мчался в путь роковой

 He своею волей.

### Молодость
Поэтический дар Шаховского проявился в ранней юности. Этот дар он взял с собой при переезде в Петербург. Свои стихи (мадригалы и послания) он показывал писателю Н. Эмину, который нашёл в Шаховском талант.

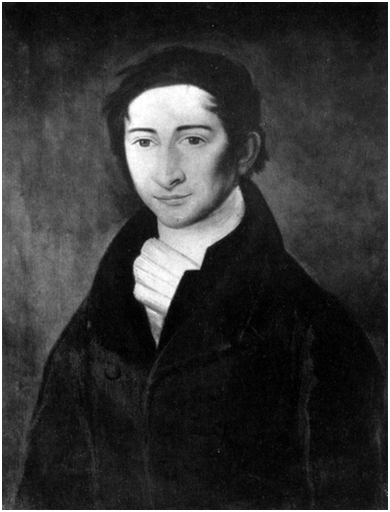
А. А. Шаховской. Неизвестный художник. Масло. Начало XIX в.

В полку Шаховской нашёл дружбу с поэтом С.Мариным, Ф.Толстым и др. Жил в семье балетмейстера и переводчика И. И. Валберха, вскоре познакомился с драматургом А. Я. Княжниным и И.Дмитревским. Поощряемый новыми друзьями, дебютировал в 1795 году не сохранившейся до наших дней комедией «Женская шутка».
С этого времени Шаховской сделался посетителем аристократических гостиных, он имел своеобразный успех. Как писал сам Шаховской «мадригалы мои красовались в богатых альбомах, романсы мои пелись милыми голосами за дорогими фортепианами». Вскоре он начал играть в светских любительских спектаклях. Пьеса «Женская шутка» ввела Шаховского в ещё больший круг выдающихся театральных деятелей. Вскоре произошло знакомство и с директором театров А. Л. Нарышкиным, который предложил князю занять место члена репертуарной части театра. Так, в 1802 году в чине штабс-капитана Шаховской вышел в отставку из гвардии и был принят на службу в дирекцию императорских театров.

## Театральная карьера
В 1802 году Шаховской был отправлен во Францию с целью ангажировать актёров из французской труппы. Во Франции он проводит больше года. Известий об этой поездке сохранилось крайне мало, многое поросло легендами. Во многом это произошло благодаря самому Шаховскому.
После возвращения из Парижа в 1803 году Шаховской приступает к работе в репертуарном комитете, продолжая выступать на любительской сцене. Все современники сходятся на том, что Шаховской был одаренным актёром. В это же время он публикует безуспешные стихи и обращается к драматургии. Пишет комедию «Коварный» (16 декабря 1804), которая была освистана. Эпиграмма князя П. А. Вяземского на Шаховского после этой пьесы:
 При свисте кресл, партера и райка

 Сошел со сцены твой «Коварный».
В этой пьесе будет первый выпад по адресу Карамзина и его последователей, предвещавший появление «Нового Стерна» в 1805 году.Пьеса «Новый Стерн» была первой действительно успешной комедией Шаховского. Пьеса, воспринятая впоследствии как атака на карамзинистов, традиционно рассматривается как прямое выступление в поддержку «Рассуждения о старом и новом слоге…» А. С. Шишкова. Однако, сама пьеса была направлена не столько против Карамзина, сколько против сентиментального направления в целом. Литературные споры, вызванные «Новым Стерном», оказались лишь преддверием ожесточенной распри и нападок на драматурга, которые были связаны с появлением комедии «Урок кокеткам, или Липецкие воды» в 1815 году.
После 1805 года Шаховской пробует свои силы в разных жанрах. Он пишет комедии, трагедии, водевили, оперы, сатиры. Такая пестрота характерна для творчества Шаховского, поскольку он одновременно выступает как драматург, теоретик, театральный чиновник и преподаватель.
В 1808 году Шаховской ставит свою лучшую прозаическую комедию «Полубарские затеи, или Домашний театр». Эта пьеса долго держалась на сцене, ей подражали многие драматурги. Приближающаяся война с Наполеоном вызвала появление пьес, наполненных политическими аллюзиями. Шаховской создает водевиль «Казак-стихотворец», который имел огромный успех, который держался на сцене до 1830-х гг.

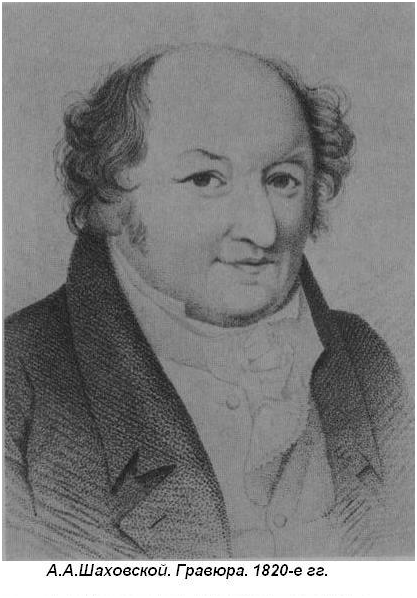
Портрет Александра Александровича Шаховского, 1820-е гг. Гравюра. «Русская Талия». СПб, 1825 г.

А 1811—1815 годах Шаховской принимал живое участие в деятельности «Беседы любителей русского слова». В это время Шаховской пишет стихотворную комедию «Урок кокеткам, или Липецкие воды». По художественным достоинствам эта пьеса возвышалась над всем, что было создано в России в области стихотворной комедии после «Ябеды» Капниста и до появления «Горя от ума». Ни одна из пьес Шаховского не вызывала таких яростных споров, как эта. Резкость нападок на Шаховского была обусловлена личным характером его сатиры. Он прямо метил в определённых лиц. Наибольшее возмущение вызвала карикатурная фигура сентиментального поэта-балладника Фиалкина, в котором зрители угадали В. А. Жуковского. Среди первых обвинителей был В. Л. Пушкин. На Шаховского обрушился поток эпиграмм и сатир. За ним прочно закрепилась кличка «Шутовской». После этого Шаховской пишет несколько водевилей и текстов волшебных опер, а осенью 1817 года обращается к высокой комедии. Он пишет две пьесы — «Своя семья, или Замужняя невеста» (привлекая к работе А. С. Грибоедова и Н. И. Хмельницкого) и «Пустодомы». Первая не сходит со цены более 130 лет.
Создавая комедии, Шаховской думал и об их сценическом воплощении. Он умел открывать дарования в новичке, а зрелому актёру указывать на его истинное призвание. Среди артистов, воспитанных Шаховским, можно назвать : Е. С. Семенову, В. А. Каратыгина, А. М. Каратыгина-Колосова, И. И. Сосницкого, Я. Г. Брянского, М. И. Вальберхову, Н. О. Дюр, его сестру Л. О. Дюрову, А. Е. Асенкову, А. Н. Рамазанова, сестер Надежду Аполлоновну и Марию Аполлоновну Азаревич и др.
В 1818 году Шаховской оставляет свой пост и в 1821 году снова возвращается в дирекцию императорских театров. За это время он успевает написать две значительные стихотворные пьесы «Не любо — не слушай, а лгать не мешай» (1818) и «Какаду» (1820). В первой комедии Шаховской впервые применяет разностопный ямб для передачи разговорной речи.

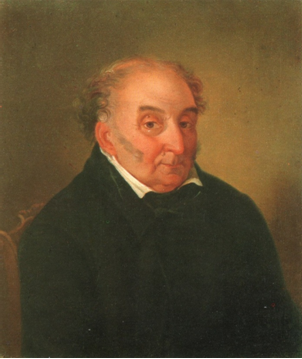
Неизвестный художник, Портрет князя А. А. Шаховского 1820 г. Всероссийский музей А. С. Пушкина

В 1820-х годах Шаховской сближается с Жуковским и начинает поиски новых форм и тем для своих произведений. Торжество романтизма в русской литературе побудило его к аналогичны исканиям в театре. Так возникают переработки поэм Пушкина («Керим-Гирей, Крымский хан»), романов Вальтера Скотта («Иванго, или Возвращение Ричарда Львиное сердце») и пьес Шекспира («Буря и кораблекрушение»).
В 1825 году Шаховской пишет пьесу «Аристофан», которая свидетельствовала о росте поэтического мастерства Шаховского. Её постановка, восторженно встреченная зрителями, оказалась кульминацией успеха драматургии Шаховского. После восстания 14 декабря в глазах Николая I он был скомпрометирован своими связями с писателями декабристского лагеря. При реорганизации управления императорских театров Шаховской был устранен и больше никогда не возвращался на административный пост.
Однако на этом литературная деятельность Шаховского не остановилась. Он продолжал писать пьесы разных жанров. В конце 1820-х — середине 30-х годов Шаховской сближается с различными литераторами — С. Т. Аксаковым, М. Н. Загоскиным, С. Е. Раичем, М. П. Погодиным, С. П. Шевыревым, Н. И. Надеждиным. Шаховской также участвует в полемике с «Московским телеграфом», нападая со сцены на Булгарина и Греча. Пьесы «Романный маскарад» (1829), «Каламбурист и журналист» (1832) — свидетельства неослабевшего полемического дара.
Несомненное влияние на позднего Шаховского оказывала проза Пушкина. Она послужила образцом в прозаических опытах Шаховского и сказалась на замысле большого цикла повестей и рассказов «Русский Декамерон». Некоторые произведения из этого цикла были драматизированы. Так, постановка «Двумужницы» принесла Шаховскому большой успех.
Драматические произведения Шаховского 1830-х годов свидетельствуют о спаде его энергии. Он переделывает Мольера (комедия «Любовь-лекарь»), Байрона («Невеста Абидосская»), Тассо («Олинд и Софрония»). Примерно с 40-х годов Шаховской начинает работать над мемуарами, стихами и статьями по истории русского театра вплоть до своей смерти в 1846 году.

## Внешность
«Пушкин слышал отзывы о князе Шаховском и его внешности, но увиденное поразило его, хотя он сумел ничем не проявить этого удивления. Он увидел перед собой огромного и очень тучного человека, с огромной же, но очень безобразной головой, увенчанной большой лысиной и торчащими по бокам кустиками волос. Еще более удивительной оказалась речь хозяина дома: толстый князь имел очень тонкий и даже писклявый голос; он все время торопился высказать свои мысли и суждения, и в его шепелявой скороговорке часто пропадали окончания слов».
|  |  |

## Участие в войне с Наполеоном
Когда войска Наполеона вторглись в Россию, Шаховской принял участие в Отечественной войне. Он был назначен командиром дружины, сформированной из ратников тверского ополчения. 30 августа отряд вышел из Твери. Когда Шаховской вместе с ополченцами прибыл в Клин, то узнал о вступлении врага в Москву и увидел пожар столицы. Под начальством Шаховского дружина вошла в Москву, только что оставленную французами. Его отряд участвовал в тушении пожаров. После этого Шаховской очень часто возвращался к этой теме в своих произведениях.

## Семья

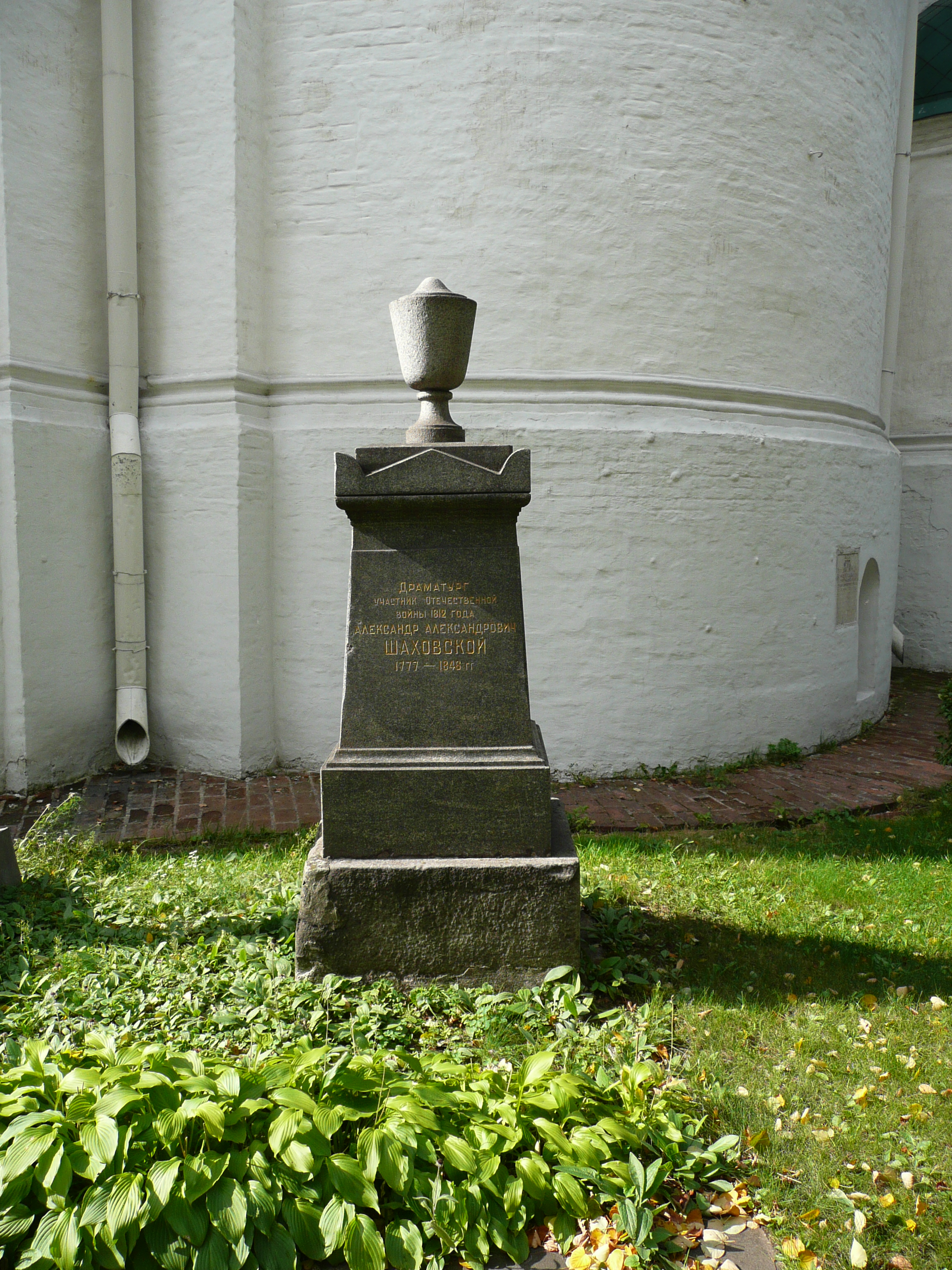
Памятник на могиле Шаховского у стен собора Новодевичьего монастыря

Драматург проживал в гражданском браке с актрисой Александринского театра Екатериной Ивановной Ежовой. В то время гражданские браки не признавались юридически и требовали особого мужества. Не раз Шаховской просил Ежову стать его законной супругой, но она неизменно отвечала: «Лучше буду любимой Ежовой, чем смешной княгиней». Шаховской специально для неё писал пьесы и пристраивал их на сцену. Среди них — «Любопытно, или догадка не в показ», «Фальстаф», «Всадники», «Притчи, или Эзоп у Ксанфа» и др. Шаховской был влюблен в Ежову, когда та ещё училась в театральной школе. Будучи членом конторы по репертуарной части, действительный статский советник князь Шаховской покровительствовал ей, а потом открыто ввел в свой дом. Ежова была первой советницей князя в делах театра. Он старался сделать все, чтобы она чаще играла; пьесы, написанные для Ежовой, ставились в её бенефисы. Успех у бенефисов был всегда.
Его двоюродная племянница княжна Екатерина Александровна (ум. 1848) также сумела получить известность на литературном поприще.

## Творческое наследие
Стихотворения
- «Расхищенные шубы» — поэма (1811)
- «Москва и Париж в 1812 и 1814 гг.» поэма (Спб., 1830)

Пьесы
- «Женская шутка» (1795), первая комедия, позже уничтоженная
- «Коварный» (1804) — комедия, провалилась[12]
- «Новый Стерн» (СПб.,1807, 1822),
- «Любовное зелье» (опера, 1806)
- «Беглец от своей невесты» (опера, 1806),
- «Русалка» (либретто к опере Катерино Кавоса), 1807
- «Все дело в окошках» (оперетта, 1807)
- «Домашний театр, или Полубарские затеи» (комедия, 1808); продолжение — пьесы: «Чванство Транжирина, или Следствие полубарских затей» (1822), «Бедовый маскарад, или Европейство Транжирина» (1832); роль Транжирина исполнял М. С. Щепкин.
- «Ссора, или Два соседа» (комедия, 1808) СПб., 1821
- «Заира» — перевод трагедии Вольтера и (1809).
- «Китайский сирота» — перевод трагедии Вольтера и (1809).
- «Дебора, или Торжество веры» (СПб., 1811; совместно с Л. Н. Неваховичем),
- «Казак-стихотворец» — (СПб., 1815, 1817, 1822) считается первым русским водевилем[13]
- «Крестьяне, или Встреча незваных» — патриотический водевиль (СПб.,1815), музыка С. Титова
- «Ломоносов, или Рекрут-стихотворец» (СПб., 1816)
- «Иван Сусанин» — либретто оперы, музыка К. Кавоса (СПб., 1815)
- «Урок кокеткам, или Липецкие воды» — (СПб., 1815, 1819. Ольгин — И. И. Сосницкий) Положительные герои оказываются и патриотами, а приверженцы иностранного, модного, нового — лицемерами и злословами. Рассчитывая на сильный театральный эффект, Ш. вводит в проходных ролях, известных современников (В. А. Жуковского, С. С. Уварова, В. Л. Пушкина). Скандал вокруг комедии привел к образованию литературного общества «Арзамас», которое, борясь с Шаховским, предопределило довольно одностороннее восприятие его позиций (активно участвовали в борьбе Д. Н. Блудов, П. А. Вяземский, А. С. Пушкин)[13].
- «Фин» — трагедия по эпизодам поэм Пушкина (1817)
- «Керим-Гирей, крымский хан» — трагедия по эпизодам поэм Пушкина (СПб.,1841)
- «Не любо — не слушай, а лгать не мешай» (СПб.,1818)
- «Пустодомы» (СПб.,1820, Радугин — И. И. Сосницкий)
- «Какаду, или Следствие урока кокеткам» (СПб., 1820) — комедия
- «Тетушка, или Она не так глупа» (1821)
- «Иванго» (переделка В. Скотта «Айвенго»), 1821;
- «Буря», переделка Шекспира (1821)
- «Таинственный Карло», переделка В. Скотта (1822)
- «Король и пастух» — перевод, 1822
- Актёр на родине или Прерванная свадьба. СПб., 1822
- «Лилия Нарбонская, или Обет рыцаря» (1822/1823,  Ренальд — П. С. Мочалов
- «Урок женатым» (СПб., 1823)
- «Своя семья, или Замужняя невеста» СПб., 1818 (совместно с А.Грибоедовым и Н.Хмельницким)
- «Благородный театр»
- «Аристофан, или Представление комедии „Всадники“» (1825), постановка в Малом театре 1826 г., Аристофан — П. С. Мочалов
- «Ворожея»
- «Бенефициант» — водевиль
- «Любовная почта» СПб., 1821
- «Откупщик Бражкин, или Продажа села»
- комедия «Ты и Вы»
- «Судьба Неджиля, или Все беды для несчастного», переделка В. Скотта (1824)
- Сокол кн. Ярослава Тверского или Суженый на белом коне. (СПб.,1823). Мнение Грибоедова о пьесе: «…у Ш.[аховского] прежние погремушки, только имя новое, он вообразил себе, что перешел в романтики»[14].
- «Сицилиец» — переделка пьесы Мольера
- «Фальстаф», переделка Шекспира (1825).
- «Юрий Милославский» (по одноимённому роману М. Н Загоскина, 1832/1834)
- «Батюшкины дочки, или Нашла коса на камень» (1826/1827, в роли Неизвестного — Мочалов)
- «Фингал и Роксана» (Фингал — П. С. Мочалов)
- «Меркурий на часах» (1827),
- «Девкалионов потоп, или Меркурий предъявитель» (1829)
- «Романный маскарад» (1829),
- «Двумужница, или Зачем пойдешь, то и найдешь» (1830) СПб., 1836
- «Каламбурист и журналист» (1832)
- Сват Гаврилыч или Сговор на яму. СПб., 1833, 1836
- «Женихи чужих невест»
- «Смольяне в 1611 г.» — драма, переделка для сцены романов М. Н. Загоскина (1830, 1832)
- «Хризомания» (переделка для театра «Пиковой дамы» А. С. Пушкина 1836).
- Чурова долина или Сон наяву. СПб, 1844

Проза
- роман «в духе В. Скотта» «Жизнь Александра Пронского»,
- цикл повестей «Русский Декамерон» (некоторые переделаны в пьесы),
- автобиографический рассказ «Три женитьбы вопреки рассудку»,
- повесть «Маруся, Малороссийская Сафо»,
- статьи по истории и теории театра.

### Журнальные статьи
- «Обзор русской драматической словесности» (1842)
- «Летопись русского театра» (1840)
- «Театральные воспоминания» (1840)